# Karl Dalfelt
Karl Edin Dalfelt, född 8 augusti 1899 i Ängelholm, död där 18 maj 1975, var en svensk köpman, socialdemokratisk kommunalpolitiker och kommunalborgmästare.
Dalfelt, som var son till skräddaren Karl Johan Dalfeldt och Sofi Åberg, var innehavare av firma Dalfelt Herrekipering. Han invaldes som ledamot av stadsfullmäktige i Ängelholms stad 1924 och blev dess ordförande 1940. Han avgick vid årsskiftet 1947/1948, då han tillträdde befattningen som kommunalborgmästare i staden  och innehade denna tjänst till årsskiftet 1964/1965, då han pensionerades.